# Розенель, Наталья Александровна
Ната́лья Алекса́ндровна Розене́ль (22 апреля 1902— 22 сентября 1962, Москва) — советская актриса, переводчик. Жена наркома просвещения РСФСР Луначарского.

## Биография и творчество
Наталья Сац родилась в местечке Чернобыль в еврейской семье. Её отец, Александр Миронович Сац, был присяжным поверенным. Училась в Киевской Театральной академии.
Дебютировала в театре «Романеск», играла на сцене Малого театра (1923—1939), в театре Корша, Театре им. МГСПС, ленинградском театре «Комедия».
В 1920-е годы снималась в немом кино.
Во многих театрах ставились переведённые ею пьесы французских и немецких драматургов.
Похоронена на Новодевичьем кладбище, вместе с родными — единокровным братом И. А. Сацем и его дочерью Н. И. Сац.

## Семья
- Братья — композитор Илья Александрович Сац; критик и литературовед Игорь Александрович Сац (1903—1980), литературный секретарь А. В. Луначарского, впоследствии сотрудник редакции журнала «Новый мир».
- Сестра — хореограф Татьяна Александровна Сац (1906—1984); её муж — заместитель начальника ГЛАВОГНЕУПОРА С. Х. Агамиров (1898—1938), репрессирован.
  - Племянники — дочери брата Ильи — Нина Сац, поэтесса; Наталья Сац, основательница первого детского театра в СССР; сын брата Игоря — пианист Сац, Александр Игоревич; сын сестры Татьяны — Анатолий Агамиров (1936—2006), музыкант.
- Первый муж — Лев Альфредович Розенель (1894—?), сын черниговского земского врача-психиатра Альфреда Германовича Розенеля, поляка по происхождению; погиб в годы гражданской войны[3].
  - Дочь от первого брака — Ирина Анатольевна Луначарская (1918—1991), военный инженер-химик, майор, участница Великой Отечественной войны[источник не указан 1345 дней], журналист; была удочерена А. В. Луначарским.
- Второй муж (1922—1933) — нарком просвещения РСФСР Анатолий Васильевич Луначарский.

## Роли в театре
- 1925 — «Заговор Фиеско в Генуе» Ф. Шиллера — Берта

## Фильмография
- 1925 — Медвежья свадьба — Мария Ивинская (в 1924 в постановке пьесы «Медвежья свадьба» на сцене Малого театра играла совместно с Е. Н. Гоголевой роль младшей сестры Марии — Юлии Ивинской)
- 1926 — Мисс Менд — Элизабет Сторн
- 1928 — Саламандра — Фелиция, жена профессора
- 1928 — Свои и чужие — Ирочка

## Мемуары
- «Память сердца» (рассказы о своих встречах с корифеями Малого театра А. Южиным и А. Остужевым, К. Марджановым и А. Моисси)